# Enio Girolami
Enio Girolami (Roma, 14 gennaio 1935 – Roma, 16 febbraio 2013) è stato un attore italiano.

## Biografia
Faceva parte della numerosa famiglia Girolami, impegnata nel campo del cinema da varie generazioni, figlio del regista Marino Girolami, fratello del regista Enzo Girolami meglio conosciuto con lo pseudonimo Enzo G. Castellari, e nipote del regista Romolo Girolami in arte Romolo Guerrieri, debutta nel cinema giovanissimo nella pellicola Fratelli d'Italia, diretta da Fausto Saraceni. Enio userà in alcuni film lo pseudonimo Thomas Moore.
Lavorerà successivamente con molta frequenza in film commedia e musicali e anche in film impegnati con registi come Alberto Lattuada, Giuseppe De Santis, Federico Fellini, Mauro Bolognini ma soprattutto parteciperà ai film diretti dal padre e dal fratello.
Rare le apparizioni in lavori televisivi come: nelle miniserie TV Mio figlio ha 70 anni, Papa Giovanni - Ioannes XXIII e nella serie televisiva Il maresciallo Rocca, tra il 2001 e il 2005, interpretando il consuocero del maresciallo, l'imprenditore locale Cesare Massimini.
Fu fidanzato a suo tempo con l'attrice Marcella Mariani, Miss Italia 1953, morta nel disastro aereo del Terminillo il 13 febbraio 1955.
È morto a Roma il 16 febbraio 2013 dopo una breve malattia. Il funerale è stato celebrato nella chiesa di Santa Chiara a Vigna Clara, riposa al cimitero Flaminio.

## Filmografia

Enio Girolami in Due rrringos nel Texas (1967)

- Fratelli d'Italia, regia di Fausto Saraceni (1952)
- Lo sai che i papaveri..., regia di Vittorio Metz e Marcello Marchesi (1952)
- Ci troviamo in galleria, regia di Mauro Bolognini (1953)
- Il viale della speranza, regia di Dino Risi (1953)
- L'amante di Paride, regia di Marc Allégret (1953)
- La spiaggia, regia di Alberto Lattuada (1954)
- Ultima illusione, regia di Vittorio Duse (1954)
- Il cantante misterioso, regia di Marino Girolami (1954)
- Ho ritrovato mio figlio, regia di Elio Piccon (1955)
- Ore 10: lezione di canto, regia di Marino Girolami (1955)
- Il suo più grande amore, regia di Antonio Leonviola (1956)
- Sette canzoni per sette sorelle, regia di Marino Girolami (1956)
- I miliardari, regia di Guido Malatesta (1956)
- Al servizio dell'imperatore, regia di Caro Canaille (1956)
- Le notti di Cabiria, regia di Federico Fellini (1957)
- Vacanze a Ischia, regia di Mario Camerini (1957)
- C'è un sentiero nel cielo, regia di Marino Girolami (1957)
- Giovani mariti, regia di Mauro Bolognini (1957)
- Marisa la civetta, regia di Mauro Bolognini (1957)
- Racconti d'estate, regia di Gianni Franciolini (1958)
- Quando gli angeli piangono, regia di Marino Girolami (1958)
- I ragazzi dei Parioli, regia di Sergio Corbucci (1959)
- Spavaldi e innamorati, regia di Giuseppe Vari (1959)
- Quel tesoro di papà, regia di Marino Girolami (1959)
- Quanto sei bella Roma, regia di Marino Girolami (1959)
- Le notti dei teddy boys, regia di Leopoldo Savona (1959)
- Un canto nel deserto, regia di Marino Girolami (1959)
- Il principe fusto, regia di Maurizio Arena (1960)
- La garçonnière, regia di Giuseppe De Santis (1960)
- Ferragosto in bikini, regia di Marino Girolami (1960)
- Caccia al marito, regia di Marino Girolami (1960)
- Un figlio d'oggi, regia di Marino Girolami e Dario Graziano (1961)
- Bellezze sulla spiaggia, regia di Romolo Girolami (1961)
- Twist, lolite e vitelloni, regia di Marino Girolami (1962)
- Gli italiani e le donne, regia di Marino Girolami, episodio I galli del Colosseo (1962)
- L'ira di Achille, regia di Marino Girolami (1962)
- Giacobbe ed Esaù, regia di Mario Landi (1962)
- L'assassino si chiama Pompeo, regia di Marino Girolami (1962)
- Il giorno più corto, regia di Sergio Corbucci (1963)
- Siamo tutti pomicioni, regia di Marino Girolami (1963)
- Le motorizzate, regia di Marino Girolami, episodio Carmelitane sprint (1963)
- Queste pazze, pazze donne, regia di Marino Girolami (1964)
- Le tardone, regia di Marino Girolami (1964)
- Cleopazza, regia di Carlo Moscovini (1964)
- Il piombo e la carne, regia di Marino Girolami (1964)
- Veneri al sole, regia di Marino Girolami (1965)
- Veneri in collegio, regia di Marino Girolami (1965)
- Spiaggia libera, regia di Marino Girolami (1965)
- I Gringos non perdonano, regia di Alberto Cardone (1965)
- Pochi dollari per Django, regia di León Klimovsky (1966)
- I crudeli, regia di Sergio Corbucci (1966)
- 7 winchester per un massacro, regia di Enzo G. Castellari (1967)
- Quella sporca storia nel West, regia di Enzo G. Castellari (1967)
- Due rrringos nel Texas, regia di Marino Girolami (1967)
- A Ghentar si muore facile, regia di León Klimovsky (1967)
- Anche nel West c'era una volta Dio, regia di Marino Girolami (1968)
- I due magnifici fresconi (Un imbroglio tutte curve), regia di Marino Girolami (1969)
- Don Franco e don Ciccio nell'anno della contestazione, regia di Marino Girolami (1970)
- Reverendo Colt, regia di León Klimovsky (1971)
- I diabolici convegni, regia di José María Elorrieta (1971)
- Decameron proibitissimo (Boccaccio mio statte zitto), regia di Marino Girolami (1972)
- Roma, l'altra faccia della violenza, regia di Marino Girolami (1976)
- L'ultimo squalo, regia di Enzo G. Castellari (1980)
- Il giorno del Cobra, regia di Enzo G. Castellari (1980)
- Giggi il bullo, regia di Marino Girolami (1982)
- Tenebre, regia di Dario Argento (1982)
- 1990 - I guerrieri del Bronx, regia di Enzo G. Castellari (1982)
- I nuovi barbari, regia di Enzo G. Castellari (1983)
- Tuareg - Il guerriero del deserto, regia di Enzo G. Castellari (1984)
- Colpi di luce, regia di Enzo G. Castellari (1985)
- Cobra Mission, regia di Fabrizio De Angelis (1986)
- Killer Crocodile, regia di Fabrizio De Angelis (1989)
- Sinbad of the Seven Seas, regia di Enzo G. Castellari (1989)
- Killer Crocodile 2, regia di Giannetto De Rossi (1990)
- Jonathan degli orsi, regia di Enzo G. Castellari (1995)
- Li chiamarono... briganti!, regia di Pasquale Squitieri (1999)
- Velocità massima, regia di Daniele Vicari (2002)

### Televisione
- Mio figlio ha 70 anni, regia di Giorgio Capitani – film TV (1999)
- Papa Giovanni - Ioannes XXIII, regia di Giorgio Capitani – film TV (2002)
- Il bello delle donne, regia di Maurizio Ponzi – serie TV, 2 episodi (2002)
- Il maresciallo Rocca, regia di Giorgio Capitani e Fabio Jephchott – serie TV (2001-2005)
- Il giorno della Shoah, regia di Pasquale Squitieri – film TV (2010)

## Doppiatori
- Cesare Barbetti in Ferragosto in bikini, Caccia al marito, Un figlio d'oggi
- Gianfranco Bellini in La spiaggia, I Gringos non perdonano
- Massimo Turci in Vacanze a Ischia, Racconti d'estate
- Giuseppe Rinaldi in Giovani mariti, I ragazzi dei Parioli
- Corrado Pani in Quando gli angeli piangono, Marisa la civetta
- Luciano Melani in 7 winchester per un massacro, Due rrringos nel Texas
- Giancarlo Maestri in Don Franco e Don Ciccio nell'anno della contestazione, Reverendo Colt
- Sergio Rossi in Killer Crocodile, Killer Crocodile 2
- Nino Manfredi in Le notti di Cabiria
- Riccardo Cucciolla in Quel tesoro di papà
- Ferruccio Amendola in Quanto sei bella Roma
- Pino Colizzi in Twist, lolite e vitelloni
- Pino Locchi in L'ira di Achille
- Aldo Giuffré in L'assassino si chiama Pompeo
- Giulio Platone in I crudeli
- Luigi Vannucchi in Quella sporca storia nel West
- Gigi Proietti in A Ghentar si muore facile
- Michele Kalamera in Colpi di luce
- Giorgio Lopez in Jonathan degli orsi
- Gianni Musy in Il bello delle donne